# Anders Kristiansen
Anders Kristiansen (7 de septiembre de 1979) es un deportista danés que compitió en bádminton, en las modalidades de dobles y dobles mixto.
Ganó tres medallas en el Campeonato Europeo de Bádminton entre los años 2010 y 2014.

## Palmarés internacional
| Campeonato Europeo | Campeonato Europeo       | Campeonato Europeo | Campeonato Europeo |
| Año                | Lugar                    | Medalla            | Prueba             |
| ------------------ | ------------------------ | ------------------ | ------------------ |
| 2010               | Mánchester (Reino Unido) | Medalla de bronce  | Dobles             |
| 2012               | Karlskrona (Suecia)      | Medalla de bronce  | Dobles             |
| 2014               | Kazán (Rusia)            | Medalla de bronce  | Dobles mixto       |